# Норт-Пекін (Іллінойс)
Норт-Пекін (англ. North Pekin) — селище (англ. village) в США, в окрузі Тазвелл штату Іллінойс. Населення — 1478 осіб (2020).

## Географія
Норт-Пекін розташований за координатами 40°36′29″ пн. ш. 89°36′56″ зх. д. / 40.60806° пн. ш. 89.61556° зх. д. (40.608151, -89.615441).  За даними Бюро перепису населення США в 2010 році селище мало площу 4,42 км², з яких 4,35 км² — суходіл та 0,07 км² — водойми. В 2017 році площа становила 3,66 км², з яких 3,54 км² — суходіл та 0,13 км² — водойми.

## Демографія
Згідно з переписом 2010 року, у селищі мешкали 1573 особи в 619 домогосподарствах у складі 439 родин. Густота населення становила 356 осіб/км².  Було 656 помешкань (148/км²).
Расовий склад населення:
| - 97,6 % — білих - 0,8 % — чорних або афроамериканців - 0,2 % — азіатів - 0,1 % — корінних американців |

До двох чи більше рас належало 1,0 %. Частка іспаномовних становила 1,0 % від усіх жителів.
За віковим діапазоном населення розподілялося таким чином: 22,9 % — особи молодші 18 років, 65,3 % — особи у віці 18—64 років, 11,8 % — особи у віці 65 років та старші. Медіана віку мешканця становила 38,9 року. На 100 осіб жіночої статі у селищі припадало 104,8 чоловіків;  на 100 жінок у віці від 18 років та старших — 100,0 чоловіків також старших 18 років.
Середній дохід на одне домашнє господарство  становив 65 180 доларів США (медіана — 51 964), а середній дохід на одну сім'ю — 75 335 доларів (медіана — 57 917). Медіана доходів становила 43 036 доларів для чоловіків та 31 184 долари для жінок. За межею бідності перебувало 12,9 % осіб, у тому числі 20,5 % дітей у віці до 18 років та 1,5 % осіб у віці 65 років та старших.
Цивільне працевлаштоване населення становило 703 особи. Основні галузі зайнятості: виробництво — 23,5 %, освіта, охорона здоров'я та соціальна допомога — 20,2 %, мистецтво, розваги та відпочинок — 12,2 %, роздрібна торгівля — 11,1 %.